# Exochus kaszabi
Exochus kaszabi là một loài tò vò trong họ Ichneumonidae.